# Virgil Vătășianu
Virgil Vătășianu (n. 21 martie 1902, Sibiu, Austro-Ungaria – d. 15 noiembrie 1993, Cluj-Napoca, România) a fost un istoric de artă, medievist și pedagog român.

## Viața și studii
A absolvit Liceul Gheorghe Lazăr din localitatea de naștere, după care a urmat între anii 1920-1924 cursurile facultății de drept la Universitatea București.
Ulterior a studiat istoria artei la universitățile din Cluj, Praga și Viena. Și-a luat doctoratul cu summa cum laude în anul 1927 la Universitatea Viena, sub îndrumarea eminentului profesor Joseph Sztrygowski, cu o temă privind arhitectura românească medievală din Țara Hațegului, Vechile biserici de piatră românești din județul Hunedoara.
Între anii 1930 - 1931, 1934 - 1936 și 1938 - 1946 a fost secretar al Școlii Române din Roma - (Scuola Romena di Roma). Revenit în țară, Virgil Vătășianu a devenit titularul catedrei de istoria artei la Universitatea Babeș-Bolyai din Cluj. În semn de recunoaștere al meritelor sale deosebite în istoria artei, Virgil Vătășianu a fost distins cu numeroase ordine și medalii și a purtat titlul de Profesor Emerit. În anul 1972 savantul Virgil Vătășianu a fost distins cu Premiul Johann Gottfried von Herder, acordat de Universitatea Viena, iar în anul 1974 a devenit membru titular al Academiei Romaniei. A decedat la 15 noiembrie 1993, la Cluj.
Intelectual de vastă erudiție, posesor al unei imense culturi umaniste și un teoretician de elită al fenomenului artistic, Virgil Vătășianu este autorul unui număr impresionant de lucrări științifice, unele fundamentale, dedicate precumpănitor istoriei artei medievale din România. În calitate de dascăl universitar, profesorului doctor docent Virgil Vătășianu îi revine calitatea de ctitor al școlii clujene de istoria artei precum și meritul de a fi instruit și format generații de istorici de artă.
Referindu-se la Virgil Vătășianu, profesorul universitar doctor Raoul Șorban afirma: Virgil Vătășianu nu este doar un profesor, un dascăl, istoricul de artă scris cu majuscule. Este o instituție. Volumul și importanța lucrărilor sale rivalizează cantitativ și, de ce nu am spune-o, întrece calitativ cam tot ce a întreprins în ultimele trei decenii, pentru cunoașterea artei medievale românești, un institut specializat, cu buget propriu și cercetători specializați.

## Distincții
- titlul de „Profesor Emerit al Republicii Populare Romîne” (18 august 1964) „pentru activitate deosebită în domeniul cercetării științifice și contribuție la dezvoltarea învățămîntului superior”[3]
- Ordinul „Meritul Cultural” clasa a II-a (26 septembrie 1966) „pentru merite deosebite în activitatea literară, artistică și de răspîndire a culturii naționale, cu prilejul Centenarului Academiei Republicii Socialiste România”[4]

## Cărți publicate
- Vechile biserici de piatră românești din județul Hunedoara, (Cluj, 1930)
- La "Dormitio Virginis". Indagini iconografiche', (Roma, 1935)
- Pictorul Octavian Smigelschi, Krafft & Drotleff S.A., (Sibiu, 1936)
- L'arte bizantina in Romania. I ricami liturgici, (Roma, 1945)
- Istoria artei feudale în Țările Române, (București, 1959)
- Pictura murală românească în veacurile XIV-XVI, (București, 1965)
- Arhitectura și sculptura romanică în Panonia medievală, (București, 1966)
- Metodica cercetării în istoria artei, (București, 1974)
- Kunstdenkmäler in Rumänien. Ein Handbuch, (Leipzig, 1986)

## Galerie de imagini

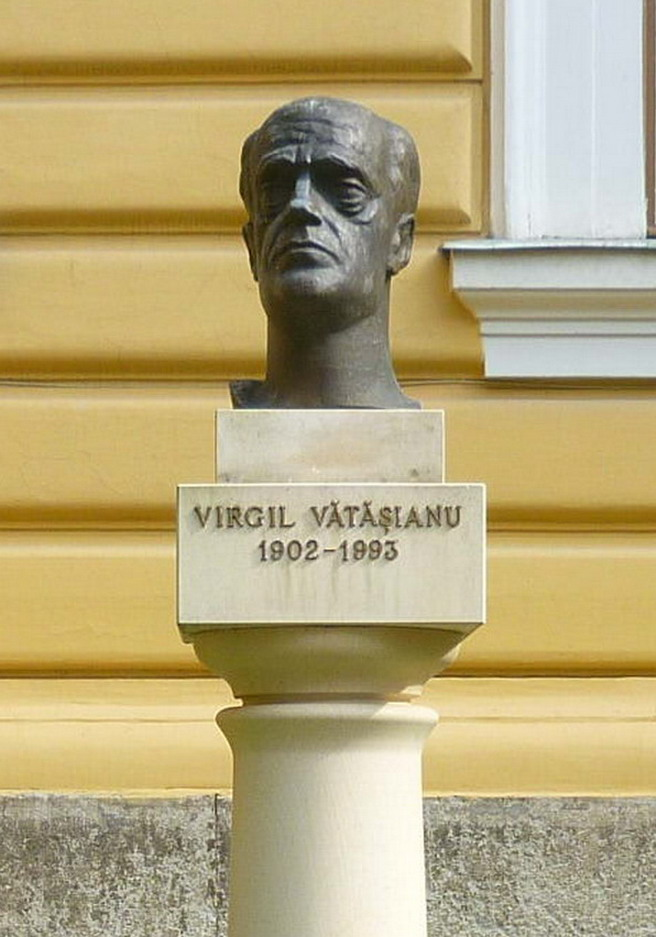
Bustul lui Virgil Vătăşianu din "Parcul Memoriei Universitare" în curtea Universităţii Babeş-Bolyai Cluj-Napoca